# Jacques Saulnier
Jacques Saulnier (* 8. September 1928 in Paris, Frankreich; † 9. November 2014 ebenda) war ein französischer Filmarchitekt.

## Leben
Jacques Saulnier gilt als der neben Bernard Evein wichtigste Szenenbildner der Nouvelle Vague. Er erhielt ab 1948 seine Ausbildung an der Pariser Filmhochschule IDHEC und belegte außerdem das Fach Architektur an der École des Beaux-Arts in Paris.
In den 50er Jahren arbeitete er als Assistent des Filmarchitekten Max Douy, bis er sich 1957 selbständig machte. Von 1958 bis 1960 kooperierte Saulnier regelmäßig mit dem Kollegen Evein, seitdem in alleiniger Verantwortung. Jacques Saulnier schuf seine wichtigsten Dekors – seit 1993 ausschließlich – für die Inszenierungen des Filmemachers Alain Resnais, stattete aber auch regelmäßig die Filme des Abenteuerfilm- und Thriller-Spezialisten Henri Verneuil aus. In seinen Kulissen bewegten sich mit Ausnahme von Louis de Funès alle Topstars Frankreichs jener Jahre, allen voran Jean Gabin, Jean-Paul Belmondo, Alain Delon, Romy Schneider, Lino Ventura, Yves Montand und Pierre Richard, aber auch internationale Größen wie Horst Buchholz, Anthony Quinn, Omar Sharif, Peter Sellers, Woody Allen und Gene Hackman.
Zu Saulniers besten Arbeiten gehören die stilisierten und barocken Kulissen zu Resnais’ Letztes Jahr in Marienbad sowie zu Providence, einem späteren Werk desselben Regisseurs. Weitere künstlerische Höhepunkte in seinem Schaffen entstanden durch die Zusammenarbeit mit Louis Malle, Claude Chabrol, Volker Schlöndorff und Pierre Granier-Deferre, für den Saulnier die Bauten zu einer Reihe von beachtlichen Kriminalfilmen und Beziehungsdramen entwarf.
Für Providence, Eine Liebe von Swann und Smoking / No Smoking hat er jeweils einen César für die besten Filmbauten erhalten.

## Filmografie
- 1957: Liberté surveillée (Kurzfilm)
- 1958: Die Liebenden (Les amants)
- 1958: Schrei, wenn du kannst (Les cousins)
- 1959: Schritte ohne Spur (À double tour)
- 1959: Liebesspiele (Les jeux de l’amour)
- 1960: Vis-à-vis (Les scélérats)
- 1960: Letztes Jahr in Marienbad (L'année dernière à Marienbad)
- 1960: Wo bleibt die Moral, mein Herr? (Le farceur)
- 1961: Reigen der Liebe (La morte-saison des amours)
- 1961: Lehrjahre der Liebe (L’éducation sentimentale)
- 1961: Blick von der Brücke (Vu du pont)
- 1961: Die tolle Masche (La gamberge)
- 1962: Futter für süße Vögel (Du mouron pour les petits oiseaux)
- 1962: Der Frauenmörder von Paris (Landru)
- 1963: Muriel oder Die Zeit der Wiederkehr (Muriel)
- 1963: Das leichte Geld der Liebe (La bonne soupe)
- 1964: Was gibt’s Neues, Pussy? (What’s New Pussycat?)
- 1964: Im Reich des Kublai Khan (La fabuleuse aventure de Marco Polo)
- 1965: Leben im Schloß (La vie de château)
- 1965: Ganoven rechnen ab (La métamorphose des Cloportes)
- 1965: Mademoiselle
- 1965: Der Krieg ist vorbei (La guerre est finie)
- 1966: Der Dieb von Paris (Le voleur)
- 1967: Tante Zita
- 1967: Seine Gefangene (La prisonnière)
- 1968: Ho! Die Nummer eins bin ich (Ho!)
- 1969: Der Clan der Sizilianer (Le clan des Siciliens)
- 1969: Der Erbarmungslose (La horse)
- 1970: Die Katze (Le chat)
- 1970: Le cinéma de papa
- 1971: Der Coup (Le casse)
- 1971: Der Sträfling und die Witwe (La veuve Couderc)
- 1972: Le fils
- 1973: Die Schlange (Le serpent)
- 1973: Le Train – Nur ein Hauch von Glück (Le train)
- 1973: Stavisky
- 1974: Der Ehekäfig (La cage)
- 1974: French Connection II
- 1977: Providence
- 1977: Besuch Mama, Papa muß arbeiten (Va voir maman, papa travaille)
- 1979: I wie Ikarus (I… comme Icare)
- 1979: Mein Onkel aus Amerika (Mon oncle d’Amérique)
- 1980: Einzigartige Chanel (Chanel solitaire)
- 1981: Tausend Milliarden Dollar (Mille milliards de dollars)
- 1982: Das Leben ist ein Roman (La vie est un roman)
- 1983: Eine Liebe von Swann (Un amour de Swann)
- 1983: Die Glorreichen (Les morfalous)
- 1984: Liebe bis in den Tod (L’amour à mort)
- 1984: Der Zwilling (Le jumeau)
- 1986: Die Abenteuer des jungen Don Juan (Les exploits d’un jeune Don Juan)
- 1986: Mélo
- 1988: I Want to Go Home
- 1989: L’autrichienne
- 1991: La voix
- 1991: Archipelago
- 1993: Smoking / No Smoking
- 1997: Das Leben ist ein Chanson (La vie est un chanson)
- 2003: Nicht auf den Mund (Pas sur la bouche)
- 2006: Herzen (Cœurs)
- 2008: Vorsicht Sehnsucht (Les herbes folles)
- 2012: Ihr werdet euch noch wundern (Vous n’avez encore rien vu)
- 2014: Aimer, boire et chanter